# Ō
Cette page contient des caractères spéciaux ou non latins. S’ils s’affichent mal (▯, ?, etc.), consultez la page d’aide Unicode.
Ne doit pas être confondu avec la lettre cyrillique O macron (О̄ о̄).
Ō (minuscule : ō), appelé O macron, est un graphème utilisé dans les écritures de l’ewondo, du live, du nahuatl, de l’ogba, du yoruba, et de certaines langues polynésiennes comme l’hawaïen, le maori des îles Cook, le maori de Nouvelle-Zélande, le marshallais, le mwotlap, le samoan, le marquisien, le tahitien, le tokelau, ou le tongien, ainsi que dans certaines translittérations en écriture latine. Il s'agit de la lettre O diacritée d'un macron.

## Utilisation

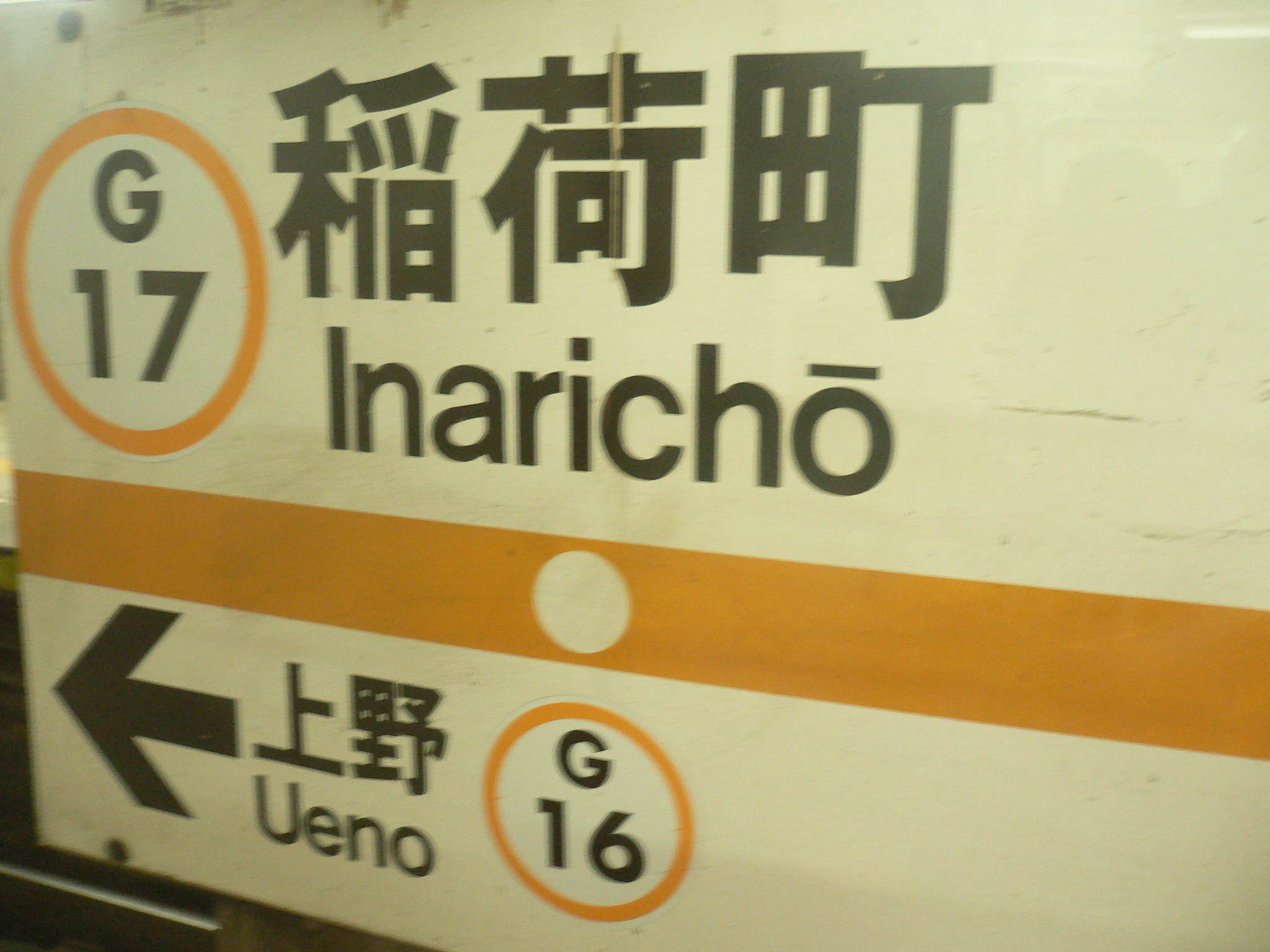
Panneau de la station Inarichō (稲荷町) du métro de Tōkyō, indiquant son nom en kanji et en rōmaji suivant la transcription Hepburn.

Dans plusieurs langues polynésiennes, ‹ ō › représente un o long.
Le caractère est également utilisé dans certains systèmes de romanisation, comme la méthode Hepburn pour le japonais, qui est nommé Rōmaji. Elle représente en général un o long. En pinyin, ‹ ō › indique un ton haut.
En letton, à la différence de ‹ ā ›, ‹ ē ›, ‹ ī › et ‹ ū ›, ‹ ō › n'est plus utilisée et a été remplacé au début de la deuxième moitié du XXe siècle par ‹ o ›.
Dans certaines langues océaniennes parlées au Vanuatu (mwotlap, dorig…), ‹ ō › est utilisé pour noter le son /ʊ/. En vurës et en hiw, ‹ ō › représente le son /o/, parce que ‹ o › est déjà utilisé pour /ɔ/.

## Représentations informatiques
Le O macron peut être représenté avec les caractères Unicode suivants :
- précomposé (latin étendu A)[1] :

| formes    | représentations | chaînes de caractères | points de code | descriptions                     |
| --------- | --------------- | --------------------- | -------------- | -------------------------------- |
| capitale  | Ō               | Ō                     | U+014C         | lettre majuscule latine o macron |
| minuscule | ō               | ō                     | U+014D         | lettre minuscule latine o macron |

- décomposé (latin de base, diacritiques) :

| formes    | représentations | chaînes de caractères | points de code | descriptions                                 |
| --------- | --------------- | --------------------- | -------------- | -------------------------------------------- |
| capitale  | Ō               | O◌̄                    | U+004F U+0304  | lettre majuscule latine o diacritique macron |
| minuscule | ō               | o◌̄                    | U+006F U+0304  | lettre minuscule latine o diacritique macron |